# Tovomita weddeliana
Tovomita weddeliana är en tvåhjärtbladig växtart som beskrevs av Jules Émile Planchon och Triana. Tovomita weddeliana ingår i släktet Tovomita och familjen Clusiaceae. Inga underarter finns listade i Catalogue of Life.